# Camaenidae
Camaenidae zijn een familie van weekdieren uit de klasse van de Gastropoda (slakken).
In Nederland is Fruticicola fruticum de enige vertegenwoordiger uit deze familie.

## Taxonomie
De volgende taxa zijn in de familie ingedeeld:
- Onderfamilie Bradybaeninae Pilsbry, 1934 (1898)
  - Tribus Bradybaenini Pilsbry, 1934 (1898)
    - = Eulotidae Möllendorff, 1898
    - = Fruticicolinae Kobelt, 1904
    - = Buliminopsinae Hoffmann, 1928
    - Geslacht Ainohelix Kuroda & Taki, 1933
    - Geslacht Bradybaena Beck, 1837
    - Geslacht Cathaica Moellendorff, 1884
    - Geslacht Coccoglypta Pilsbry, 1895
    - Geslacht Eulota Hartmann, 1843
    - Geslacht Ezohelix Kuroda & Emura, 1938
    - Geslacht Fruticicola Held, 1838
    - Geslacht Laeocathaica Moellendorff, 1899
    - Geslacht Nesiohelix Kuroda & Emura, 1943
    - Geslacht Phaeohelix Kuroda & Habe, 1949
    - Geslacht Plecteulota Moellendorff, 1892
    - Geslacht Ponsadenia Schileyko, 1978
    - Geslacht Pseudiberus Ancey, 1887
    - Geslacht Pseudobuliminus Gredler, 1886

  - Tribus Aegistini Kuroda & Habe, 1949
    - Geslacht Aegista Albers, 1850
    - Geslacht Coelorus Pilsbry, 1900
    - Geslacht Lepidopisum Habe, 1957
    - Geslacht Mandarina Pilsbry, 1895
    - Geslacht Plectotropis Martens in Albers, 1860
    - Geslacht Trishoplita Jacobi, 1898

  - Tribus Euhadrini Habe, Okutani & Nishiwaki, 1994
    - Geslacht Euhadra Pilsbry, 1890
    - Geslacht Cochostyla Pilsbry, 1895
    - Geslacht Helicostyla Férussac, 1821
    - Geslacht Tricheulota Pilsbry, 1895

  - Niet in een tribus ingedeeld:
    - Geslacht Kugitangia Schileyko, Pazilov & Abdulazizova, 2017[1]
- Onderfamilie Helicostylinae Ihering, 1909
  - = Pfeiffehinae Gray, 1855
  - = Cochlostylidae Möllendorff, 1890

- Onderfamilie Camaeninae Pilsbry, 1895
  - = Amphidrominae Kobelt, 1902
  - = Hadridae Iredale, 1937
  - = Xanthomelontidae Iredale, 1937
  - = Chloritidae Iredale, 1938
  - = Papuinidae Iredale, 1938
  - = Calyciidae Iredale, 1941
  - = Planispiridae Iredale, 1941
  - = Cristovalinae Schileyko, 2003
- Onderfamilie Rhagadinae Iredale, 1938
- Onderfamilie Sinumeloninae Solem,, 1992

## Geslachten
| - Adclarkia Stanisic, 1996 - Aegista Albers, 1850 - Amphicoelina Haas, 1933 - Amphidromus Albers, 1850 - Amplirhagada Iredale, 1933 - Angasella Adams in Angas, 1864 - Annakelea Iredale, 1933 - Arnhemtrachia Köhler & Criscione, 2013 - Aslintesta Solem, 1992 - Australocosmica Köhler, 2011 - Austrochloritis Pilsbry, 1891 - Basedowena Iredale, 1937 - Baudinella Thiele, 1931 - Bentosites Iredale, 1933 - Calvigenia Iredale, 1938 - Camaena Albers, 1850 - Caperantrum Solem, 1997 - Carinotrachia Solem, 1985 - Chloristanax Iredale, 1933 - Chloritis Beck, 1837 - Chloritisanax Iredale, 1933 - Contramelon Iredale, 1937 - Cooperconcha Solem, 1992 - Craterodiscus McMichael, 1959 - Cristigibba Tapparone Canefri, 1883 - Cristilabrum Solem, 1981 - Cupedora Iredale, 1933 - Damochlora Iredale, 1938 | - Dirutrachia Iredale, 1937 - Discomelon Iredale, 1938 - Divellomelon Iredale, 1933 - Entadella Páll-Gergely & Hunyadi, 2016 - Exiligada Iredale, 1939 - Eximiorhagada Iredale, 1933 - Falspleuroxia Solem, 1997 - Galadistes Iredale, 1938 - Gloreugenia Iredale, 1933 - Glyptorhagada Pilsbry, 1890 - Gnarosophia Iredale, 1933 - Granulomelon Iredale, 1933 - Hadra Albers, 1860 - Jacksonena Iredale, 1937 - Kendrickia Solem, 1985 - Kenyirus Clements & Tan, 2012 - Kimberleydiscus Köhler, 2010 - Kimberleymelon Köhler, 2010 - Kimboraga Iredale, 1939? - Lacustrelix Iredale, 1937 - Megalacron Rensch, 1934 - Meliobba Iredale, 1940 - Melostrachia Iredale, 1938 - Meracomelon Iredale, 1937 - Meridolum Iredale, 1942 - Mesodontrachia Solem, 1985 - Micromelon Solem, 1992 - Montanomelon Solem, 1993 | - Monteithosites Stanisic, 1996 - Mouldingia Solem, 1984 - Mussonena Iredale, 1938 - Nannochlora Criscione & Köhler, 2015 - Neveritis Iredale, 1938 - Ningbingia Solem, 1981 - Noctepuna Iredale, 1933 - Notobadistes Cotton & Godfrey, 1932 - Obba Beck, 1837 - Obstengenia Iredale, 1933 - Offachloritis Iredale, 1933 - Ordtrachia Solem, 1984 - Pallidelix Iredale, 1933 - Papuexul Iredale, 1933 - Papuina Martens, 1860 - Parglogenia Iredale, 1938 - Parrhagada Iredale, 1938 - Planispira Beck, 1837 - Plectorhagada Iredale, 1933 - Pleuroxia Ancey, 1887 - Posorites Iredale, 1933 - Promonturconchum Solem, 1997 - Prototrachia Solem, 1984 - Prymnbriareus Solem, 1981 - Pseudcupedora Solem, 1992 - Pseudopartula L. Pfeiffer, 1856 - Quistrachia Iredale, 1939 - Ramogenia Iredale, 1938 | - Retroterra Solem, 1985 - Rhagada Albers, 1860 - Rhynchotrochus Moellendorff, 1895 - Satsuma A. Adams, 1868 - Semotrachia Iredale, 1933 - Setobaudinia Iredale, 1933 - Sinumelon Iredale, 1930 - Sphaerospira Mörch, 1867 - Spurlingia Iredale, 1933 - Strepsitaurus Solem, 1997 - Succochlea Criscione & Köhler, 2014 - Tatemelon Solem, 1993 - Temporena Iredale, 1933 - Thersites Pfeiffer, 1855 - Tolgachloritis Iredale, 1933 - Torresitrachia Iredale, 1939 - Trachia Martens, 1860 - Trachiopsis Pilsbry, 1893 - Trozena Iredale, 1938 - Turgenitubulus Solem, 1981 - Varohadra Iredale, 1933 - Ventopelita Iredale, 1933 - Vidumelon Iredale, 1933 - Westraltrachia Iredale, 1933 - Xanthomelon Martens, 1860 - Xeromelon Criscione & Köhler, 2016 |